# 서독
서독(독일어: Westdeutschland 베스트도이칠란트[*])은 1949년 독일연방공화국(독일어: Bundesrepublik Deutschland (BRD) 분데스레푸블리크 도이칠란트 (베에르데)[*])의 정부 수립 이래 1990년 동독과의 재통일이 이루어지기 전까지의 독일연방공화국을 일컫는 이름이다.
통일 이전에 서독의 행정부가 위치했던 도시인 본을 서독의 수도로 이해하는 경우가 흔하지만, 사실 정식 수도는 베를린(서베를린)이었고 본은 법적으로 수도가 아니었다. 그렇지만 본이 서독의 사실상의 수도 역할을 했기 때문에 본 공화국(Bonner Republik)이라는 별칭으로 부르기도 한다.
1949년 5월 23일 서방 연합국(미국, 영국, 프랑스) 점령 지역에서 독일 연방 공화국 기본법이 발표되어 연합군 점령의 시대가 끝나고 하나의 국가가 출발하게 되었다. 초대 수상은 콘라트 아데나워로 아데나워는 패전으로 폐허가 된 독일의 경제적, 사회적으로 재건과 부흥을 위해 기반을 마련했으며, 친서방 정책으로 외교를 위한 초석을 굳게 다져놓았다. 서독은 기존의 우수한 공업력과 과학 기술 등 바탕으로 '라인 강의 기적'을 이루었다.
이어 빌리 브란트 시기에는 동방 정책을 통해 동유럽 국가와의 외교 관계를 정상화시켜 독일연방공화국의 외교적 역량을 동서 유럽으로 확대했다. 과거 나치 정권이 저지른 만행에 대해서 주변 국가에 화해하고 용서를 빌어 신뢰관계를 구축하였다. 이러한 빌리 브란트 수상의 노력의 성과는 서독이 동서 유럽에서 신뢰관계를 회복하는 계기가 되었고 이는 1990년 독일 통일의 기반이 되었다.
헬무트 콜 수상 시기에는 경제 정책에 중점을 두었지만 외교 정책에서는 독일 사회민주당 정권에서 추진했던 동방 정책을 그대로 수용하고 기존의 우방들과 유대 관계를 유지했다. 또한 인간의 가치, 인권 보호, 자유를 보장하고 준법 국가를 실현하는데 기여했다. 헬무트 콜 수상 시기에는 소련을 비롯한 동유럽 국가와 지속적인 우호적인 관계를 유지한 결과 1989년 동독 정권이 붕괴되고 통일의 기회가 왔을 때 주변국의 동의를 얻어 평화적으로 통일을 이룩했다. 이는 유럽에서 분단을 극복하고 냉전을 종식시키는 것이었다. 1990년 독일 통일 당시 세계 경제대국 4위였다.

## 역사

### 정부 수립
1945년 5월 8일 나치 독일이 제2차 세계대전에서 무조건 항복 선언과 패망으로 4개국 연합군 (미국, 영국, 프랑스, 소련)이 분할 통치를 했다.
한편 미국과 소련은 양국의 합의하에 독일 문제를 해결한다는 것이 불가능하게 되자, 1947년 1월 1일부터 미군과 영국군 점령 지역이 하나로 통합되었다. 양국의 점령 지역 통합은 미국의 독일 정책 변화를 의미한다. 미국의 독일 주둔 사령관은 처음으로 서독(Westdeutchland)이라 불렀다.
1947년 4월 모스크바 외무부 장관회의가 결렬되자 미국, 영국 통합지역에서는 경제위원회를 구성했다. 경제위원회는 1947년 6월 25일 구성되어 프랑크푸르트에 상주했다. 이 기구는 52명의 위원으로 구성되었으며 인구 75만명당 1명의 위원을 선출했다. 당의 소속을 보면 기독교 연합(이하 '기민당'이라 불림.)에서 20명, 사민당에서 20명이 선출되어 양당이 균형을 이루었으며 그 외는 군소 정당이 차지했다. 경제위원회의 임무는 경제, 교통, 우편, 재정 그리고 농업에 관해서 법률을 제정할 수 있는 권한을 소유했다. 미국과 영국도 이 기구의 활동을 인정했지만, 본국에서 파견된 약 900명의 전문가들이 독일 경제를 통제하고 감시했다.
1948년 8월 18일 사회민주당 쿠르트 슈마허 후보와 경쟁을 벌인 총선거에서 사회민주당이 연합군 진영의 비호를 받는다고 비난하는 연설로 독일인들의 민족주의를 자극하는 방법으로 국민들의 인기를 산 콘라트 아데나워가 초대 총리로 당선되었다. 9월 1일에는 본에서 제헌의회가 구성되어 첫모임을 가졌고 콘라트 아데나워가 제헌의회 의장으로 선출되었다.
1949년 5월 23일 서방연합국 지역에서 독일 연방 공화국 기본법이 발표되어 연합군 점령의 시대가 끝나고 하나의 국가가 출발하게 되었다.

### 아데나워 시대

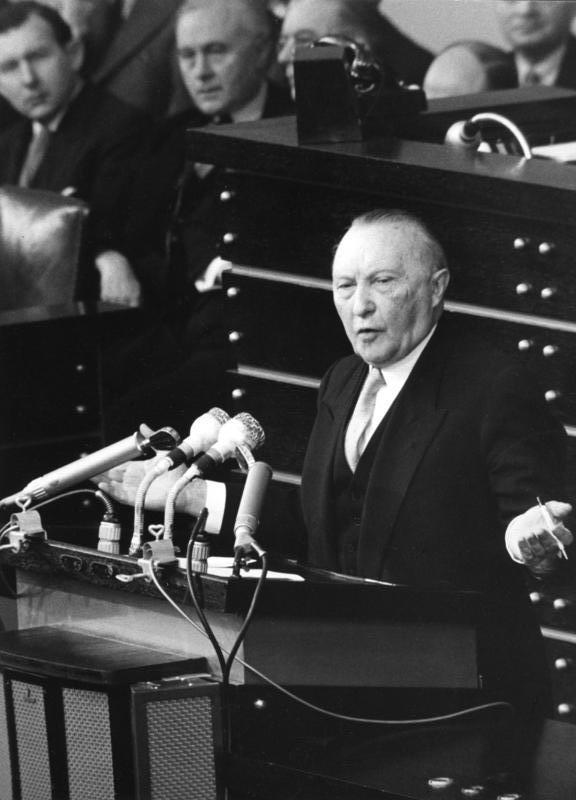
1955년의 콘라트 아데나워.

1949년부터 아데나워는 14년간 수상으로 집권했다. 집권기 동안 독일에서 민주주의 역사가 새로 시작할 때 첫 단추를 잘 끼워준 정치가이다. 아데나워 재임 시절 국가가 나아갈 길을 제대로 잡아주었기 때문에 서독의 민주 정치는 다음 세대의 정치가들에 의해 무사고로 예정된 목적지를 향해 주자를 바꾸어 가면서 주행하는데 초석을 다졌다. 국토가 분단된 상황에서 강대국으로부터 고립될 처지에 놓였으나, 친서방 정책 등을 통해서 외교의 밑바탕을 굳게 다져놓았다. 정치적으로는 패전으로 사회적, 경제적으로 폐허가 된 상황에서 경제 재건을 이끄는데 커다란 공적을 남겼다.
아데나워는 자유시장경제 체제를 지향했으며, 이를 제대로 운영할 적임자로 프라이부르크 대학교 경제학과 교수였던 루트비히 에르하르트를 경제장관으로 임명하였다. 또한, 아데나워는 통제경제 정책을 거부하고, 사회적 시장경제를 도입하여 복지지향적 자본주의 국가를 건설하였다. 사회적 시장경제 도입으로 국가 간섭을 최소화하고, 창의성을 보장하면서 효율성과 생산성의 극대화를 기하면서 개인의 이익을 최대화했다. 이러한 아데나워의 정책은 짧은 기간에 전후 복구 문제를 극복하였고, 경제대국으로 성장하여 국민의 생활수준이 크게 향상되었다. 초기 경제 정책은 기아와 생활필수품 문제를 해결 하기 위해 소비제 공업에 중점을 두었으나 1950년대 중반으로 가면서 중화학 공업 분야에 투자가 활발하게 진행되어 산업 생산량이 급격하게 증가되었다. 산업 생산량의 증가는 1960년대까지 지속되었다. 경제 성장률도 1950년대부터 1960년까지 매년 평균 8.6%를 기록했다. 이러한 경제 발전은 실업자 문제를 해결하는데 크게 일조했으나 인력 수급 문제를 가져왔다.

#### 서베를린 위기

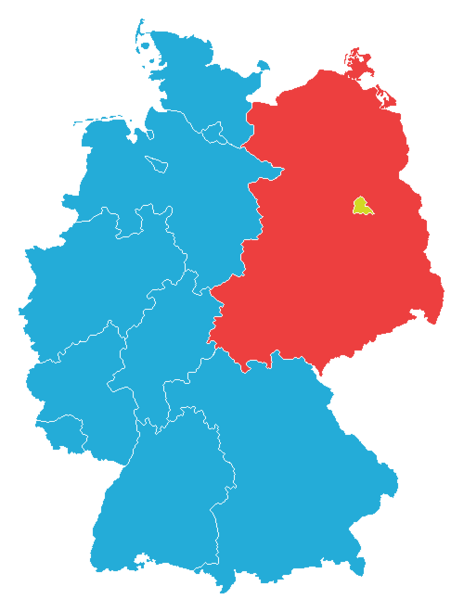
서독(파란색)과 서베를린(노란색)은 1957년 자를란트가 합병된 이후부터 5개의 독일 이전까지 사용되었다. 1990년 동독과 동베를린에서 합류했다.

한편, 과거 독일 수도였던 베를린은 냉전 시대에 서베를린, 동베를린으로 나뉘었다. 서베를린은 지리적으로 동독의 영토를 통과해야 왕래할 수 있어 자유 서방 세계와 교통 소통이 원활하지 못한 편이었다. 이 때문에 냉전시기 서베를린은 '자유의 외딴섬' 또는 '육지의 섬'이라고 불렸다. 서베를린은 냉전 시기동안 세 번의 위기를 겪었는데 1948년 베를린 봉쇄령, 1958년 베를린 통첩, 1961년 베를린 장벽 설치 등이었다. 이 서베를린은 고립되어 있는 것을 극복하기 위해 미국을 비롯해 서방세계 등에서 마셜 플랜 정책으로 통해 지원받았다. 그러나 1961년 베를린 장벽 설치는 수상 아데나워에게 있어서 정치적 타격을 주어 정치적으로 지명도를 잃어 그로부터 2년 후 수상직에서 물러나고 말았다.

### 에르하르트 시대

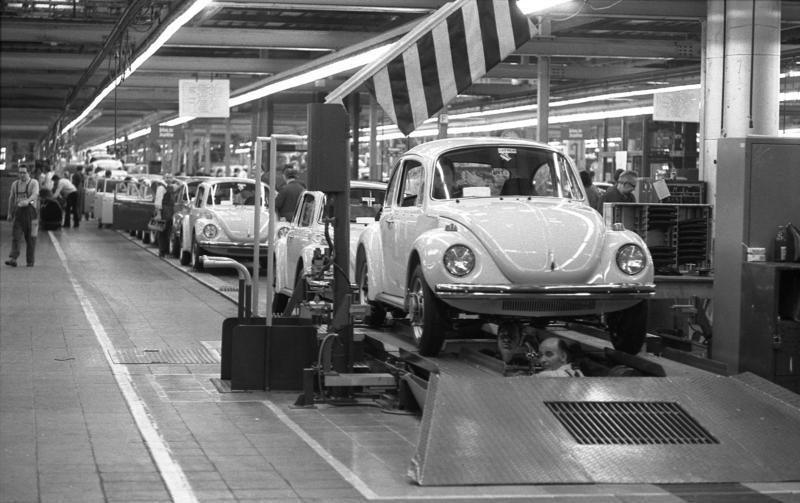
폭스바겐 비틀 생산 공장.

루트비히 에르하르트는 아데나워 수상 시절 경제장관으로 독일이 전쟁의 피해를 극복하고 선진국 대열에 가담할 수 있도록 경제를 이끌었던 주축 가운데 한 명이었다. 그 결과 국민들로부터 적지 않은 인기를 누리고 있었고, 일찌감치 아데나워의 후임자로 주목받았다. 1963년 4월 당내에서 투표를 통해 수상에 취임했다.
에르하르트가 수상에 취임했을 당시 국제 정치 분위기는 긴장완화 구도로 가고 있었던 시기였다. 때문에 동독과의 관계는 완만한 관계를 유지하고자 노력했었다. 1963년 12월 '크리스마스 기간 동안만은 친인척이 동베를린에 살고있는 서베를린 시민에게 동베를린 방문을 허용한다.'는 이른바 성탄절 자유왕래 협정이 체결되어 제한적이나마 왕래할 수 있게 하였다.
그러나, 에르하르트 시기에 국내상황은 어려움에 직면했었는데, 정치권에서는 극우세력이 등장하는가 하면 경제권에서는 1950년대 고도성장을 누린거와는 달리 1960년대 중반와서는 성장이 서서히 둔화되기 시작하면서 많은 실업자를 배출하게 되었다. 1965년 연방의회 총선에서 기민당과 자민당은 연립정부를 구성하게 되었다. 그러나 기민당과 자민당의 연립정부는 서로의 필요에 의해서 구성되어 같은 해 11월 새로운 임기가 시작되었으나 예산 편성안과 세입 문제에 대해 갈등이 표출되기 시작하였고 결국 자민당 의원들이 세금 인상에 반대하여 장관직을 사직함으로써 연립정부는 막을 내리게 되었다.

### 키징거-브란트 시대
연립정부에 참여하던 자민당 출신 장관들이 사직함에 따라 에르하르트 정부는 최대 위기를 겪었고, 결국 연립정부는 붕괴되었다. 정국 안정을 위해 사민당과 대연정을 구성하자는 의견이 서서히 수면 위로 급부상하기 시작하였다. 자민당의 연립 정부 탈퇴 이후 사민당과 기민당은 협상을 하고 연립정부 구성을 타진하였다. 사민당은 연립 정부 참여 명분으로 프랑스와 미국과의 지속적인 우호관계 유지, 핵무기 개발 포기, 중앙유럽 국가와 개선 관계, 국제무대에서 서독 외교가 동독보다 우위권 확보, 지속적인 경제성장을 위한 법적보완장치 등등 확보한다고 선언했다.
제1 여당인 기민당 출신 키징거 총재가 수상에 취임하였고, 대연정에서 사민당 총재 빌리 브란트가 외무부 장관에 임명되었다. 대연정이 출범했을 당시 가장 해결 해야할 문제는 경제위기 극복과 극우성향 정치를 차단하는 일이었다. 대연정 당시 키징거 수상은 경제 활성화를 위해 연방은행이 긴축재정을 탈피하여 연방 정부 차원에서 추진하는 신규 투자 활성화 정책을 추진하였고, 적극적인 경기 부양책으로 위기를 극복하는데 초점을 두었다. 이러한 경제정책은 경기활성화를 이끄는데 성공하였다. 대연정은 1966년부터 1969년까지 이루어졌다.

### 브란트 시대

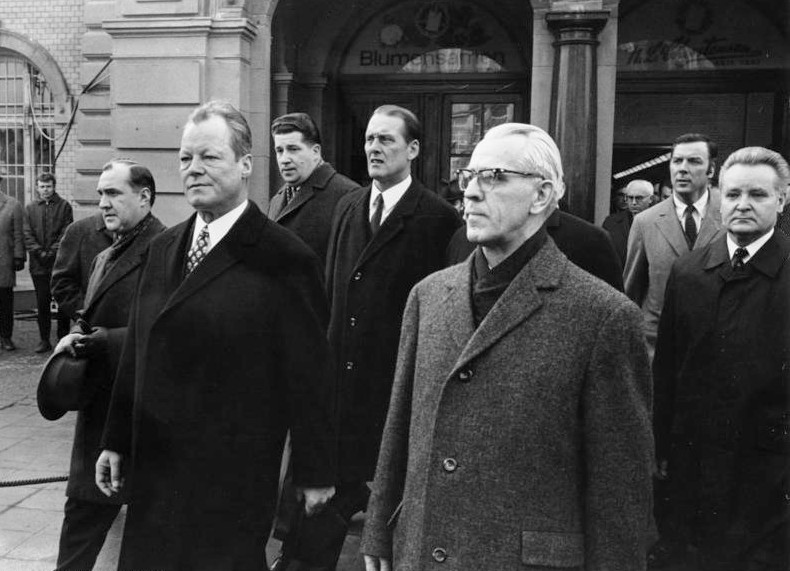
빌리 브란트 총리(좌)와 빌리 슈토프 동독 총리

1969년 사민당과 자민당은 연립정부를 구성하였다. 두당의 외교 정책은 동방 정책과 동독 정책을 통해 독일이 냉전의 피해에서 벗어나는 것이 목적이었다. 국내 정치는 개혁을 추진하여 보수적인 기민당 시절 해결하지 못한 문제를 해결하고자 했다. 빌리 브란트 수상은 동방정책을 통해 동유럽 국가들 및 소련과 외교 관계 정상화를 추진하는데 노력을 쏟았다. 동방 정책을 신현하기 위해 서독은 소련을 부정적인 시각으로 보지않고, 독일 문제를 해결할 수 있는 파트너로 생각하여 우호적인 관계를 만들어 나아갔다. 브란트 수상의 동방 정책이 지지를 받을 수 있었던 배경에는 브란트가 수상이 되기까지 서베를린 시장, 외무부 장관등을 지내면서 미국, 프랑스, 영국과 같은 우방 국가에 신뢰를 주었기 때문이며, 미국과 프랑스의 외교 안보 정책의 기본 방향을 벗어나지 않았기 때문이다.
브란트의 동방정책 노력 결과 1970년 8월 소련과 상호무력 포기 및 유럽의 현행 국경선의 인정을 골자로 하는 '모스크바 조약'이 체결되었으며, 같은 해 12월에는 오데르-나이세 선을 폴란드의 서부 국경선으로 인정하는 독일-폴란드 불가침조약이, 그리고 1971년 9월에는 베를린의 지위에 관한 4대국 협정이 체결되었다. 그가 폴란드와 체결한 조약은 논란을 야기하여 비방자들은 그것이 제2차 세계대전 후에 점령된 독일 영토의 상실을 뜻하는 것이라고 주장한 반면, 지지자들은 독일을 재통일하고 동유럽과의 관계를 안정시킬 수 있는 길을 텄다고 찬사를 보냈다. 유럽 통합의 확고부동한 지지자인 브란트는 프랑스의 반대를 꺾고 유럽 경제공동체(EEC)를 확대하는 데 영향력을 발휘했다. 그는 영국과 그밖의 나라들을 EEC에 가입시키는 일에 다른 어떤 나라의 지도자보다도 열성적이었다. 그러나 그의 정부 내의 간첩사건으로 1974년 5월에 총리직을 사임하지 않을 수 없게 되었다.

### 슈미트 시대

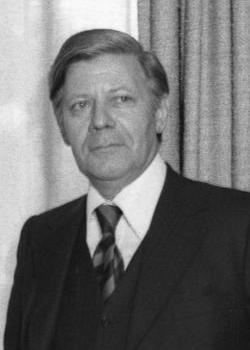
헬무트 슈미트 총리

헬무트 슈미트는 자유민주당(FDP)과의 연합을 통하여 권력을 장악하고 있던 사민당(SPD)의 핵심간부로서 빌리 브란트의 사임에 뒤이어 1974년 5월 16일 총리로 선출되었다. 총리 시절 슈미트는 대체로 독일 국민 대부분의 존경을 받았고 영향력 있는 서유럽 정치지도자 가운데 한 사람이었다. 정치적으로는 조세개혁, 기업경영법, 사회 안전망 확대, 교육 개혁, 형법과 가족법개혁 등 의료보험과 연금보험, 실업보험 등 사회보험의 기본축을 이루는데 커다란 치적을 남겼다.
빌리 브란트의 동방정책을 계승받아 여러 차례 모스크바를 방문하여 소련을 비롯한 동유럽 등 공산권 국가와 외교관계를 완만하게 지냈으나, 소련에 유화적이라는 이유로 미국과 야당(기민당 등 보수세력)으로부터 많은 비판을 받았으나 동서간의 대화중단사태 이후 프랑스의 지스카르 데스탱 대통령과 함께 초강대국간의 대화 재개를 위해 노력한 것뿐이었음을 강조했다. 국제무대에서 상당한 실력을 행사하고 있던 슈미트는 1976년과 1980년 재선되었으나 경제불안정과 자유민주당의 연합 이탈 등으로 이후 일련의 국내문제 악화로 1982년 10월 1일 치러진 하원의 불신임투표 결과 총리직을 사퇴했다.

### 헬무트 콜 시대

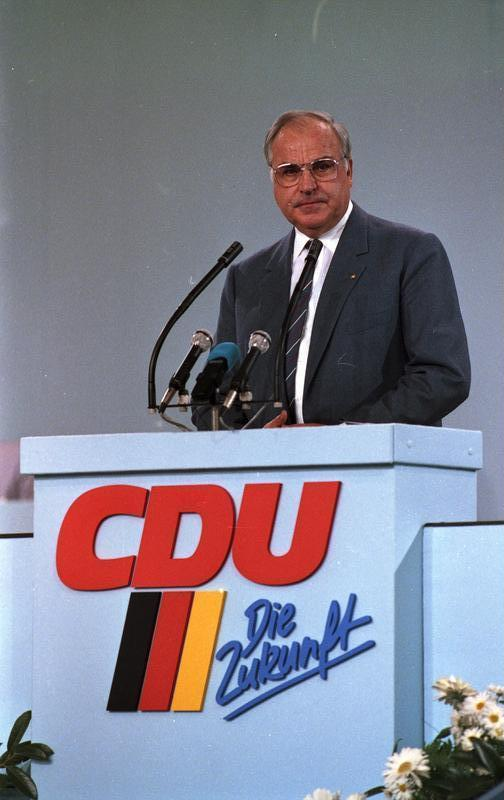
1986년, 헬무트 콜 총리시절.

1982년 10월 1일 보수주의 정당의 기민당 출신인 헬무트 콜이 서독 총리가 되었다. 총리가 된 헬무트 콜은 기민당·기사당·자민당과 연립하여 1983년 3월 6일 전국총선에서 사민당을 상대로 쉽게 승리했다. 헬무트 콜의 정부는 경제 정책에 중점을 두고 실업자를 줄이는 데 주력했다. 외교 정책에서는 사민당 정권에서 추진했던 정책을 그대로 수용하고 기존의 우방들과 유대 관계를 유지하고, 인간의 가치 회복과 인권 보호 그리고 자유를 보장하고 준법국가를 실현하는 데 기여하기로 했다.
1987년 1월 25일에 실시된 총선에서 재선되었으나, 기민당-기사당 연합에 대한 국민들의 지지는 1949년 서독 정부 수립 이래 최저치를 기록했다. 그의 행정부는 중도 노선을 채택하여 정부지출을 적절히 삭감하고 북대서양조약기구(NATO)에 대한 서독의 공약을 강력히 후원했다. 그 후 1990년 10월 3일에 이루어진 독일의 통일과 더불어 그해 12월 2일에 실시된 전독일 총선에서 또다시 총리로 선출되었다.
그러나, 헬무트 콜은 갑작스럽게 독일의 통일을 맞았기 때문에 통일 후에, 콜 정부는 구 동독 지역에 넘쳐가는 실업자들과 신나치주의 세력들의 이민 정책 반대 및 외국인 습격 등의 문제들을 정면으로 부딪혔고 실업자 문제 등에서 비판받았다. 1994년에도 재선되었으나 1998년에 실시된 총선에서 사회민주당의 게르하르트 슈뢰더에게 패하여 16년간의 독일 총리 자리에서 물러났다.

## 경제
서독은 공산주의 국가였던 동독과 달리 시장경제를 채택한 자본주의 국가였다. 서독은 '마셜 계획'의 주요 수혜국 중 하나로서 상당한 양의 물자를 미국으로부터 지원받았다. 그것을 발판으로 하여 풍부한 내수 인구와 주변의 유럽 시장을 배경으로 하여 '라인강의 기적' 이라 불리는 상당한 경제적 부흥을 이루어 내는 것에 성공하며 세계적인 산업 대국으로 올라서게 되었다.
서독의 경제 부흥의 중심에는 '아우토반'이라 불리는 고속도로를 배경으로 하여 루르 지방의 중공업, 바이에른 일대의 자동차 산업 등이 발달하였다. 1990년 통일 당시의 서독의 경제력은 세계 4위의 수준이었다고 한다.

## 참고 자료
- 《이야기 독일사》, 박래식 지음.
- 《먼나라 이웃나라 3 - 도이칠란트 편》, 이원복 글/그림.

## 같이 보기
- 서베를린
- 동베를린
- 독일 연방 공화국
- 독일 민주 공화국
- 독일의 재통일